# الگوریتم فورد–فالکرسون
الگوریتم فورد-فالکرسون، مسئله بیشینه جریان را در شبکه‌های جریان حل می‌کند. این الگوریتم در سال ۱۹۵۶ منتشر شد. نام این الگوریتم به جای الگوریتم ادموندز کارپ هم به کار می‌رود.
ایده اصلی این الگوریتم بسیار ساده‌است: تا جایی که راهی از منبع (گره شروع) به چاهک (گره پایانی)، با یال وزن دار وجود دارد، می‌توان جریان را از یکی از این مسیرها عبور داد. سپس مسیر دیگری پیدا می‌شود و همین طور الگوریتم ادامه پیدا می‌کند.

## الگوریتم
در گراف داده شده G با ظرفیت c و جریان f(u،v)=۰ برای یالی از {\displaystyle u} به {\displaystyle v} می‌خواهیم بیشترین جریان از منبع s به چاهک t را پیدا کنیم. بعد از هر مرحله در الگوریتم موارد زیر پیش می‌آید:
- {\displaystyle f(u,v)\leq c(u,v)}: جریانی از {\displaystyle u} به {\displaystyle v} از ظرفیت بیشتر نمی‌شود.
- {\displaystyle \ f(u,v)=-f(v,u)}: شبکه جریان بین {\displaystyle u} و {\displaystyle v} را نگهداری می‌کند.
- {\displaystyle \sum f(u,v)=0\iff f_{in}(u)=f_{out}}: به ازای هر گره {\displaystyle u} به جز چاهک و منبع. مقدار جریان ورودی گره برابر جریان خروجی گره‌است.

در صورت برقراری این سه شرط، شبکه یک جریان قانونی بعد از هر مرحله خواهد داشت. ما شبکه پسماند را اینگونه تعریف می‌کنیم،
شبکه پسماند {\displaystyle G_{f}(V,E_{f})} شبکه ایست که ظرفیتش اینگونه بدست می‌آید: {\displaystyle C_{f}(u,v)=c(u,v)-f(u,v)}
توجه کنید که ممکن است جریانی از {\displaystyle v} به {\displaystyle u} وجود داشته باشد، که در شبکه‌های پسماند قانونی است ولی در شبکه اصلی غیر مجاز است: اگر f(u،v)>۰ و c(v،u)=۰ آنگاه cf(v،u)>۰.
الگوریتم
- ورودی: گراف G با ظرفیت c، یک منبع s و یک چاه t.
- خروجی: بیشترین جریان f از s به t.
- ۱»برای تمام یال‌هاf(u،v)→۰
- ۲»تا زمانی که مسیر P از s به t در G وجود دارد،

	{Cfp=min {cf(u،v)|(u.v) ϵP را پیدا کن.
برای هر یال عضو p داریم
f(u،v)⟵ f(u,v) + Cfp
,
f(v،u)⟵ f(v,u) - Cfp 
برای پیدا کردن مسیر در مرحله ۲ می‌توان از الگوریتم‌های بی اف اس یا DFS استفاده کرد. وقتی که مسیر دیگری در مرحله ۲ پیدا نشود، s به t در شبکه پشماند نمی‌رسد. اگر S مجموعه‌ای از گره‌های قابل دست رسی برای s در شبکهٔ پشماند باشد، آنگاه مجموع ظرفیت در شبکه اصلی یال‌ها از S به V در یک طرف برابر است با مجوع جریان‌هایی از s به t پیدا کرده‌ایم. این نشان می‌دهد که بیشترین جریان پیدا شده‌است.

## تحلیل الگوریتم
زمان اجرای این الگوریتم به این بستگی دارد که مسیر P چگونه انتخاب شود. اگر بد انتخاب شده باشد ممکن است الگوریتم خانمه نیابد: مقدار جریان با تکمبل کردن‌های پیاپی افزایش خواهد یافت، لزوماً به مقدار ماکزیمم جریان همگرایی پیدا نمی‌کند. هر چند اگر مسیر تکمیلی با استفاده از الگوریتم جستجوی اول سطح انتخاب شود الگوریتم با مرتبه زمانی چند جمله‌ای اجرا می‌گردد.
در حالت کلی زمان اجرا از (O(E*f است، که E یال‌های گراف و f بیشترین جریان است. چون پیدا کردن هر مسیر از (O(E طول می‌کشد، همچنین از (O(۱طول می‌کشد تا جریانی اضافه شود.

## پیاده سازی
(با استفاده از الگوریتم جستجوی اول سطح)
```
class
 
FlowNetwork
(
object
):

    
def
 
__init__
(
self
):

        
self
.
adj
,
 
self
.
flow
,
 
=
 
{},{}

    
def
 
add_vertex
(
self
,
 
vertex
):

        
self
.
adj
[
vertex
]
 
=
 
[]

    
def
 
get_edges
(
self
,
 
v
):

        
return
 
self
.
adj
[
v
]

    
def
 
add_edge
(
self
,
 
u
,
v
,
w
=
0
):

        
self
.
adj
[
u
]
.
append
((
v
,
w
))

        
self
.
adj
[
v
]
.
append
((
u
,
0
))

        
self
.
flow
[(
u
,
v
)]
 
=
 
self
.
flow
[(
v
,
u
)]
 
=
 
0

    
def
 
find_path
(
self
,
 
source
,
 
sink
,
 
path
):

        
if
 
source
 
==
 
sink
:

            
return
 
path

        
for
 
vertex
,
 
capacity
 
in
 
self
.
get_edges
(
source
):

            
residual
 
=
 
capacity
 
-
 
self
.
flow
[(
source
,
vertex
)]

            
edge
 
=
 
(
source
,
vertex
,
residual
)

            
if
 
residual
>
 
0
 
and
 
not
 
edge
 
in
 
path
:

                
result
 
=
 
self
.
find_path
(
vertex
,
 
sink
,
 
path
 
+
 
[
edge
])

                
if
 
result
 
!=
 
None
:

                    
return
 
result

    
def
 
max_flow
(
self
,
 
source
,
 
sink
):

        
path
 
=
 
self
.
find_path
(
source
,
 
sink
,
 
[])

        
while
 
path
 
!=
 
None
:

            
flow
 
=
 
min
(
r
 
for
 
u
,
v
,
r
 
in
 
path
)

            
for
 
u
,
v
,
_
 
in
 
path
:

                
self
.
flow
[(
u
,
v
)]
 
+=
 
flow

                
self
.
flow
[(
v
,
u
)]
 
-=
 
flow

            
path
 
=
 
self
.
find_path
(
source
,
 
sink
,
 
[])

        
return
 
sum
(
self
.
flow
[(
source
,
 
vertex
)]
 
for
 
vertex
,
capacity
 
in
 
self
.
get_edges
(
source
))

```

## مثال عملی

```
>>>
 
g
 
=
 
FlowNetwork
()

>>>
 
[
g
.
add_vertex
(
v
)
 
for
 
v
 
in
 
"sopqrt"
]

[
None
,
 
None
,
 
None
,
 
None
,
 
None
,
 
None
]

>>>

>>>
 
g
.
add_edge
(
's'
,
'o'
,
3
)

>>>
 
g
.
add_edge
(
's'
,
'p'
,
3
)

>>>
 
g
.
add_edge
(
'o'
,
'p'
,
2
)

>>>
 
g
.
add_edge
(
'o'
,
'q'
,
3
)

>>>
 
g
.
add_edge
(
'p'
,
'r'
,
2
)

>>>
 
g
.
add_edge
(
'r'
,
't'
,
3
)

>>>
 
g
.
add_edge
(
'q'
,
'r'
,
4
)

>>>
 
g
.
add_edge
(
'q'
,
't'
,
2
)

>>>
 
print
 
(
g
.
max_flow
(
's'
,
't'
))

5

```

## پیوندهای کمکی
- Animation of Ford-Fulkerson algorithm (Java applet)

 پرونده‌های رسانه‌ای مربوط به Ford-Fulkerson's algorithm در ویکی‌انبار 